# Анри, Тьерри
Тьерри́ Дание́ль Анри́ (фр. Thierry Daniel Henry, французское произношение: [tjɛʁi ɑ̃ʁi]; родился 17 августа 1977, Лез-Юлис, Эссонна, Франция) — французский футболист и футбольный тренер. Чемпион мира и Европы, победитель Лиги чемпионов УЕФА и чемпионатов Франции, Англии и Испании, обладатель Кубка конфедераций. Выступал на позициях нападающего и крайнего полузащитника в таких клубах, как «Монако», «Ювентус», лондонский «Арсенал», «Барселона» и «Нью-Йорк Ред Буллз». Является лучшим бомбардиром в истории лондонского «Арсенала».
За свою карьеру Анри получил множество титулов и наград, неоднократно устанавливал рекорды команд и национальных первенств. Является лучшим бомбардиром в истории лондонского «Арсенала», попадал в символические сборные мира и Европы, дважды получал «Золотую бутсу» и по версиям различных организаций несколько раз признавался игроком года в Англии. Состоит в списке ФИФА 100, с 1998 года носит титул кавалера ордена Почётного легиона. Многие специалисты, тренеры и спортсмены в интервью отзывались о нём как о лучшем футболисте мира.
Кроме футбола Анри активно занимается благотворительностью, регулярно жертвует средства в различные некоммерческие организации, направленные на борьбу с муковисцидозом и СПИДом. Руководит программой против расизма в футболе, о котором знает не понаслышке, за эту деятельность в 2007 году был включён в сотню самых влиятельных людей мира по версии журнала Time. Благодаря своей известности сотрудничает со многими компаниями, снимался в рекламных роликах Nike, Reebok, Gillette, Renault и Pepsi. Разведён, имеет дочь и сына.

## Детство
Анри — антилец по происхождению: его отец, Антуан, — уроженец Гваделупы (остров Ла-Дезирад), а мать, Марис, приехала с Мартиники. Тьерри родился в небольшом городке Лез-Юлис, в 23 километрах от Парижа, рос в трущобах, с детства окружённый жестокими подростками из неблагополучных семей, где и начал играть в футбол.
Мать хотела, чтобы мальчик получил хорошее образование, отец же видел его исключительно в спорте. Антуан грезил футбольной карьерой Тьерри, считал, что у того есть талант. Уже в возрасте семи лет Анри показывал неплохую игру, благодаря чему был взят в местную футбольную команду «Лез-Юлис», выступавшую под руководством Клода Шезеле. Отец буквально силой заставлял его тренироваться, не отходил от сына, присутствовал на каждом матче, а однажды даже потерял работу из-за того, что опоздал после футбола. Чрезмерная забота отца порой шла во вред, но много лет спустя Анри отметил, что без неё он бы не стал тем, кем стал. В детстве его не столько увлекал футбол, сколько хотелось радовать отца, «ничто не доставляло такого удовольствия, как видеть после матча улыбку на его лице». В 1989 году игрок перешёл в «Палезо», но через год отец поссорился с функционерами клуба, после того как во время одного из матчей выбежал на поле и затеял драку с судьёй, и Анри перевели в «Витри-Шатийон», причём тренер Жан-Мари Панза, будущий наставник футболиста, перешёл в эту команду вместе с ним. Там Тьерри отыграл ещё два года.

## Профессиональная карьера

### «Монако» (1992—1999) и «Ювентус» (1999)
В 1990 году посмотреть на футболиста приехал скаут из «Монако», Арнольд Каталано. Он посетил один из матчей, команда победила со счётом 6:0, и все шесть голов забил Анри. Тогда Каталано предложил ему без всякого предварительного просмотра присоединиться к своему клубу, но настоял, чтобы тот предварительно прошёл курс в элитной футбольной академии «Клерфонтен». Директор учебного заведения сначала отказывался принять Тьерри из-за низких оценок в школе, но в итоге всё-таки согласился — молодой игрок прошёл весь курс и попал в дублирующий состав «Монако». Позже подписал профессиональный контракт, и в 1994 году провёл в Лиге 1 свой первый матч. Арсен Венгер, главный тренер команды, использовал Анри на левом фланге полузащиты, так как считал, что его скорость, отличный контроль мяча и техника будут более эффективны против крайних защитников, нежели центральных. В первом сезоне футболист принял участие в 18-и матчах клуба и отметился тремя голами.
Венгер продолжил искать для Анри подходящее место на поле и в конечном счёте пришёл к выводу, что он всё-таки должен быть в нападении, однако, прежде чем принять такое решение, долгое время сомневался и выпускал футболиста в разных амплуа. Находясь под чутким руководством тренера, Анри показывал стабильную игру, и в сезоне 1996/97 помог клубу завоевать чемпионское звание и стал лучшим молодым игроком Франции. Талант футболиста заметил мадридский «Реал» и 13 января 1997 года подписал с ним шестилетний контракт. Позже сделка была объявлена незаконной, поскольку права на француза принадлежали «Монако» — по окончании инцидента ФИФА оштрафовала Анри на 100 тысяч швейцарских франков. В следующем сезоне он продолжил выступать на высоком уровне, дебютировал в Лиге чемпионов — благодаря семи его голам клуб дошёл до полуфинала, впервые был приглашён в состав национальной команды и принял участие в триумфальном для Франции чемпионате мира 1998. С этого момента к футболисту пришла слава, его персоной заинтересовались многие европейские клубы, и в январе 1999 года за 10,5 млн фунтов стерлингов Анри перешёл в туринский «Ювентус», за год до аналогичного перехода своего товарища и одноклубника Давида Трезеге. В общей сложности нападающий провёл за «Монако» пять сезонов, сыграл во французской лиге 105 матчей и забил 20 мячей.
Первый и единственный сезон в Серии А оказался для футболиста крайне неудачным, выступая в неудобной для себя позиции флангового полузащитника и столкнувшись с хорошо организованной защитой итальянского чемпионата, за 16 выходов на поле Анри смог забить только три гола. В результате этого провала игрока выставили на трансфер и в августе 1999 года за 10 млн фунтов стерлингов отдали в лондонский «Арсенал», где тот воссоединился со своим бывшим тренером, Арсеном Венгером.

### «Арсенал» (1999—2007)

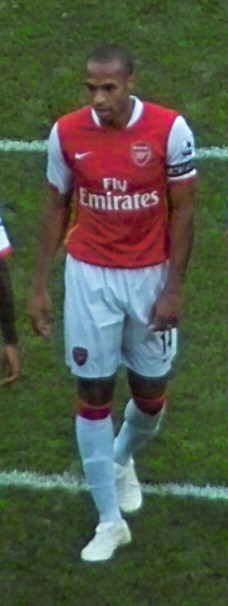
Анри был капитаном «Арсенала», эта роль досталась ему в 2005 году, сразу после перехода Патрика Виейра в «Ювентус»

Анри болел за «Арсенал» ещё с 1991 года, и именно в лондонском клубе он дорос до уровня звезды мирового футбола. Несмотря на сомнения специалистов в целесообразности трансфера, Венгер был убеждён, что переход игрока стоил затраченных средств. Футболиста сразу же поставили в нападение, на позицию ушедшего в «Реал Мадрид» Николя Анелька — по прошествии лет это решение тренера принесло клубу большие дивиденды. Первое время Анри разочаровывал болельщиков, за восемь полных матчей ему не удалось забить ни одного гола, журналисты выражали мнение, что игрок не сможет приспособиться к силовой и быстрой игре английской Премьер-лиги. После нескольких неудачных месяцев Анри отметил, что «ему приходится заново осваивать все премудрости искусства забивать голы». Первый мяч Анри провёл в ворота соперников лишь 18 сентября в матче с «Саутгемптоном», более чем через месяц после своего перехода. По окончании сезона сомнения всё же развеялись, в «Арсенале» форвард показал впечатляющую статистику — 26 мячей. Команда, уступив «Манчестер Юнайтед», заняла в чемпионате второе место, дошла до финала Кубка УЕФА, но в последнем матче проиграла турецкому «Галатасараю» в серии пенальти.
Вернувшись победителем с чемпионата Европы 2000 года, Анри находился в отличной форме и был готов начать сезон 2000/01. Несмотря на меньшее количество голов и результативных передач, футболист стал лучшим бомбардиром «Арсенала» и подтвердил своё место в основном составе. Оказавшись в числе лучших нападающих лиги, он помог «канонирам» подобраться к лидирующему «Манчестер Юнайтед», но по итогам чемпионата снова остался без чемпионского титула. В интервью игрок выразил недовольство тем фактом, что ему приходится тянуть за собой всю команду, а также заявил о намерении сделать «Арсенал» главной силой в Премьер-лиге. И действительно, сезон 2001/02 вышел очень успешным, команда с запасом в семь очков выбилась в чемпионы, в финале Кубка Англии со счётом 2:0 обыграла «Челси». Анри стал лучшим бомбардиром лиги, во всех матчах, приведших «Арсенал» к золотому дублю, он отправлял мяч в ворота соперника 32 раза, а 12 февраля в регулярном чемпионате забил за клуб свой сотый гол. Футболиста вызвали в состав национальной команды на чемпионат мира 2002 года, все ждали от него повторения успеха, но Франция, на удивление общественности, не смогла пройти дальше групповой стадии.
Сезон 2002/03 Анри провёл на хорошем уровне, забил 32 мяча и отдал 23 голевых паса, «Арсенал» утратил звание чемпиона, но снова выиграл Кубок Англии. На протяжении всего сезона форвард занимал первое место в списке бомбардиров лиги, в концовке всего лишь на один гол уступив голландцу Руду ван Нистелрою. Тем не менее, он был назван игроком года по версиям футболистов ПФА и Ассоциации футбольных журналистов, в голосовании на звание игрока года по версии ФИФА занял второе место, проиграв безоговорочно лидирующему соотечественнику — Зинедину Зидану. В сезоне 2003/04 «Арсенал» выглядел как никогда хорошо и вернул себе чемпионское звание. Анри был одним из лидеров команды, вместе с такими игроками как Деннис Бергкамп, Патрик Виейра и Робер Пирес, которая добилась феноменального достижения — в регулярном чемпионате клуб ни разу не потерпел поражения, чего никому не удавалось уже больше ста лет. Футболиста вновь номинировали на игрока года по версии ФИФА, но по итогам голосования он опять оказался на второй позиции — на этот раз его обошёл бразилец Роналдиньо. С 39-ю голами французский спортсмен занял первое место в споре бомбардиров лиги и получил «Золотую бутсу». На чемпионат Европы 2004 года Анри приехал в статусе звезды, но Франция уступила в четвертьфинале Греции.

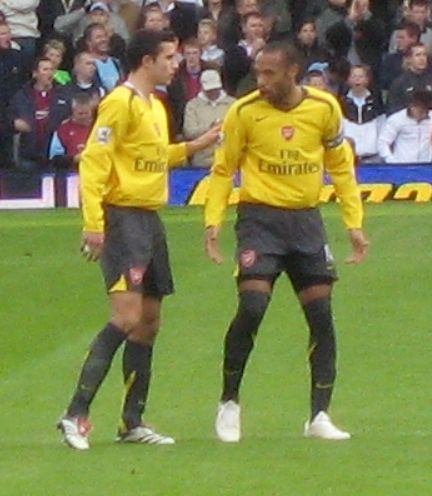
После ухода из «Арсенала» Денниса Бергкампа ассистировать атакам Анри стал Робин ван Перси

Череда удачных выступлений «Арсенала» оборвалась в сезоне 2004/05, уступив чемпионский титул «Челси», клуб с отставанием в двенадцать очков занял второе место. Несмотря на это, им удалось выиграть Кубок Англии, хотя Анри был травмирован и пропустил финальную игру турнира. К тому времени футболист уже имел репутацию одного из самых грозных голеадоров Европы, он вновь стал лучшим бомбардиром лиги, забив во всех состязаниях сезона 31 гол. Кроме того, вместе с Диего Форланом Анри ещё раз получил «Золотую бутсу». В середине 2005 года команду неожиданно покинул Виейра, и новым капитаном был назначен Анри. По мнению журналистов, игрок не очень хорошо подходил на роль капитана, он постоянно находился на острие атаки и зачастую не видел многого, что происходило на поле. Задачи нападающего немного изменились, теперь он должен был не только забивать голы, но и руководить партнёрами, помогать адаптироваться молодым игрокам, которые превалировали в основном составе «Арсенала» тех лет.

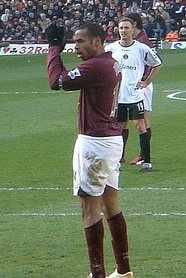
Анри в игре против «Чарльтон Атлетик», 2006 год

Сезон 2005/06 в плане персональных достижений выдался для Анри одним из самых удачных. 17 октября 2005 года он стал лучшим бомбардиром за всю историю клуба — в матче Лиги чемпионов против пражской «Спарты» нападающий провёл в ворота два мяча и побил тем самым рекорд Иана Райта в 185 голов. 1 февраля 2006 года футболист забил гол в ворота «Вест Хэма», что позволило ему увеличить счёт своим голам в лиге до 151 и преодолеть достижение, до этого принадлежавшее легенде «Арсенала» Клиффу Бастину. Анри также забил сотый гол лиги на стадионе «Хайбери» — это уникальный показатель для чемпионата Англии, до сих пор ни один другой игрок не смог показать на домашней арене такую результативность. Нападающий вновь стал лучшим бомбардиром первенства и в третий раз за свою карьеру был признан игроком года по версии Ассоциации футбольных журналистов. «Арсенал» снова остался без чемпионского титула, однако больши́е надежды возлагались на финал Лиги чемпионов — Анри отыграл в матче все 90 минут, но со счётом 1:2 канониры всё-таки уступили «Барселоне». Неудачи породили слухи о том, что футболист в ближайшее время может покинуть клуб, хотя в интервью он признался в любви к команде и пообещал остаться здесь до конца жизни, а позже продлил контракт ещё на четыре года. Дэвид Дейн, вице-президент «Арсенала», впоследствии отметил, что до подписания соглашения два испанских клуба предлагали за игрока по 50 млн фунтов стерлингов — если бы одна из этих сделок состоялась, был бы побит трансферный рекорд в 47 млн по переводу Зидана.
Практически на протяжении всего сезона 2006/07 выступления футболиста сопровождались различного рода травмами. Показав более чем удовлетворительный результат, 10 голов в 17 домашних матчах, в феврале Анри был вынужден отказаться от дальнейшего участия в играх своей команды. Несмотря на повреждение подколенного сухожилия, боли в стопе и проблемы со спиной, он всё равно хотел играть и вышел на матч Лиги чемпионов против ПСВ, однако спустя некоторое время начал хромать и вскоре был заменён. Проведённое на следующий день обследование выявило ещё несколько хронических недугов, и врачи заключили, что на восстановление уйдёт не менее трёх месяцев, то есть нападающий должен был покинуть состав команды вплоть до конца сезона. Венгер объяснил большое количество травм тем фактом, что футболист получил многие из повреждений ещё в прошлом году, но с тех пор всё время откладывал лечение. Также он выразил надежду о возвращении французского спортсмена в ряды канониров перед началом сезона 2007/08.

### «Барселона» (2007—2010)

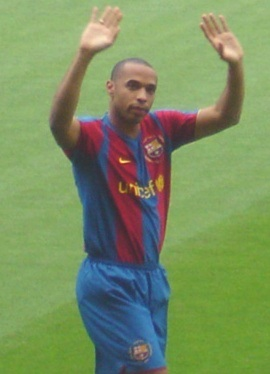
Анри приветствует болельщиков на «Камп Ноу»

25 июня 2007 года в результате неожиданного стечения обстоятельств Анри за 24 млн евро был продан в испанскую «Барселону». Он подписал с клубом четырёхлетнее соглашение, с заработной платой 6,8 млн евро в год, сумма отступных составила 125 млн евро. В качестве причин перехода футболист назвал увольнение Дэвида Дейна и шаткое положение Арсена Венгера, кроме того, он отметил, что всегда хотел выступать за «сине-гранатовых». «Арсенал» потерял капитана, но при этом сезон 2007/08 начал вполне успешно, и тогда Анри признался, что его присутствие в команде скорее вредило канонирам, чем помогало. Он сказал: «Из-за моей важности, капитанского звания и привычки постоянно требовать мяч, они часто давали мне пас, когда я находился далеко не в самой лучшей позиции. В этом плане мой уход из команды пошёл ей только на пользу». Француз покинул «Арсенал» абсолютным рекордсменом клуба по количеству забитых в лиге мячей — в его активе 174 гола, помимо этого он успел стать лучшим бомбардиром команды в матчах еврокубков — 42 гола. В июле 2008 года по итогам голосования болельщиков на официальном сайте «Арсенала» Анри был назван лучшим игроком за всю историю клуба.
В «Барселоне» нападающий получил футболку с номером 14, точно такой же номер был у него и в «Арсенале». Первый гол за новый клуб француз забил 19 сентября 2007 года в матче группового этапа Лиги чемпионов УЕФА против «Лиона» (3:0), спустя десять дней оформил первый хет-трик в составе «Барселоны», в игре чемпионата против «Леванте». Футболист выступал сравнительно неплохо, но вместо привычной позиции форварда всё чаще выходил на позицию крайнего полузащитника, поэтому не мог показывать такие же выдающиеся результаты как в «Арсенале». В прессе Анри не раз выражал недовольство своим положением и даже озвучивал мысли о намерении вернуться в Англию, несмотря на это, в дебютном сезоне он стал первым в команде по забитым мячам (19) и вторым по результативным передачам (9), уступив по этому показателю лишь Лионелю Месси.

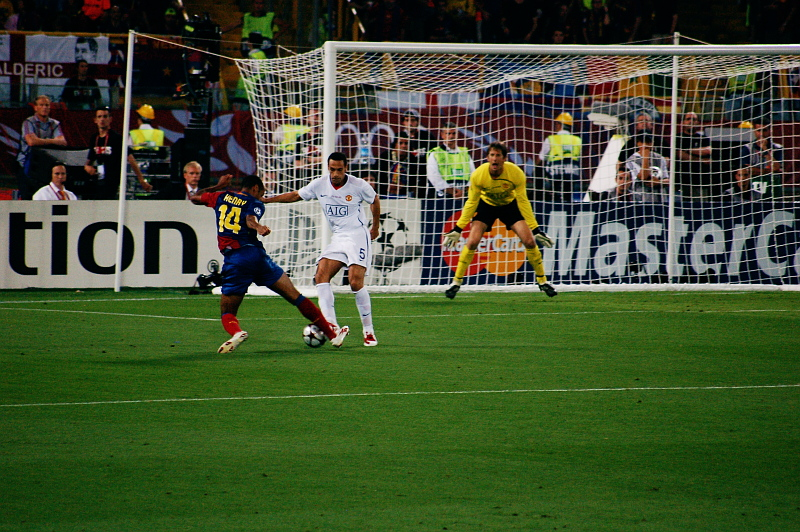
Анри врывается в штрафную «Манчестер Юнайтед» и обыгрывает защитника Рио Фердинанда в ходе финала Лиги чемпионов УЕФА 2008/09

В сезоне 2008/09 Анри улучшил персональную статистику и забил много красивых и важных голов, в том числе оформил дубль в матче чемпионата Испании против мадридского «Реала» на «Сантьяго Бернабеу» (6:2). 13 мая 2009 года футболист выиграл в составе «каталонцев» свой первый трофей — в финале Кубка Испании был разгромлен «Атлетик Бильбао» (4:1). В этом же году «Барселона» выиграла Примеру и Лигу чемпионов УЕФА, причём атакующая тройка, в которой кроме француза состояли Лионель Месси и Самюэль Это’о, за все матчи сезона забила сто голов, обновив предыдущий рекорд в 95 мячей, установленный в сезоне 1959/60 футболистами «Реал Мадрида» Ференцем Пушкашем, Альфредо ди Стефано и Пепильо. Кроме того, по итогам сезона, нападающий стал обладателем Суперкубка Испании, Суперкубка УЕФА и победителем Клубного чемпионата мира. Таким образом, за один сезон «Барселона» взяла все шесть возможных трофеев. В следующем сезоне Анри пришлось конкурировать с прошедшим в основной состав молодым нападающим Педро Родригесом, поэтому в чемпионате он провёл всего лишь 15 матчей. В конце сезона, за год до окончания контракта, президент клуба Жоан Лапорта заявил, что во время летнего трансферного окна Анри может перейти в любую другую команду. Сопредседатель «Вест Хэм Юнайтед» Дэвид Салливан предложил французу двухлетний контракт на сумму 7,5 млн фунтов стерлингов, но тот отказался. После того как спортсмен вернулся с чемпионата мира, «Барселона» сообщила, что они договорились о продаже нападающего в некий клуб, и ему осталось только оговорить с ним детали соглашения.

### «Нью-Йорк Ред Буллз» (2010—2014)

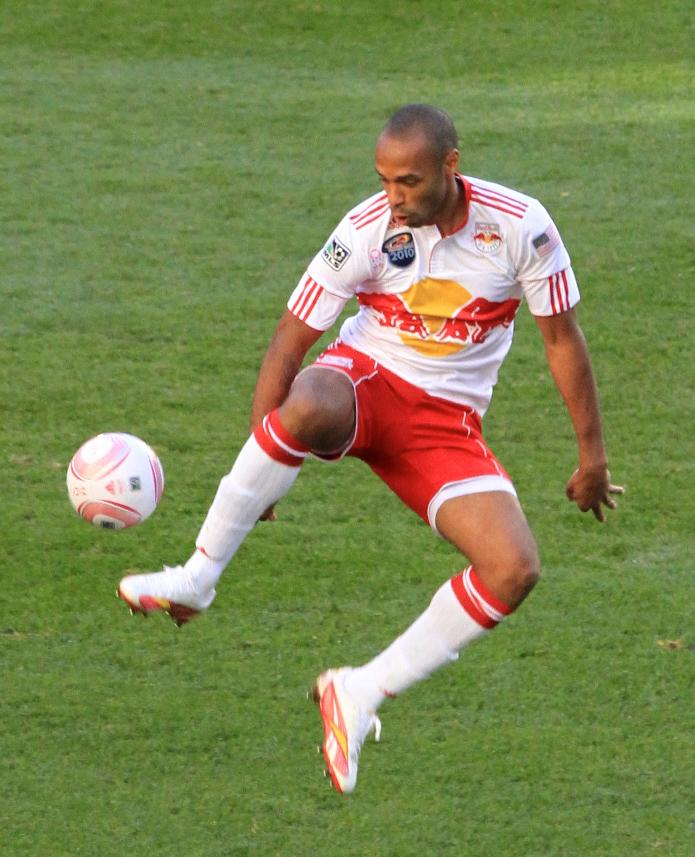
В составе «Ред Буллз»

В июле 2010 года Анри подписал долгосрочное соглашение (на 4,5 года — до 31 декабря 2014 года) с клубом американской лиги МЛС «Нью-Йорк Ред Буллз» и перешёл туда вместе с одноклубником по «Барселоне» мексиканцем Рафаэлем Маркесом. «Могу вас уверить, что приехал сюда выигрывать, — заявил футболист в интервью после подписания контракта. — Можно сказать, что сбылась моя мечта — некоторое время назад мне захотелось попробовать свои силы в этой лиге, и вот я здесь». Первый матч за новую команду состоялся 31 июля — в ничейном противостоянии с хьюстонским «Динамо» нападающий дважды ассистировал Хуану Пабло Анхелю, дважды пробил в створ ворот и один раз попал в перекладину. Первый гол забил 28 августа, в матче против «Сан-Хосе Эртквейкс», выигранном со счётом 2:0. 16 сентября во время матча с «Далласом», празднуя забитый гол, Анри травмировал вратаря Кевина Хартмана, за что дисциплинарный комитет лиги оштрафовал его на две тысячи долларов. В марте 2011 года, когда в МЛС наступило межсезонье, футболист ездил в Лондон тренироваться с основным составом «Арсенала». Во время межсезонья 2012 и 2013 годов француз так же присоединялся к своей бывшей команде. Тем не менее, игрок каждый раз возвращался в американский клуб и регулярно забивал за команду, в том числе прямым ударом с углового. Анри являлся капитаном «Ред Буллз» и помог команде занять первое место в Восточной конференции MLS по итогам 2013 года, а также стал игроком года в MLS по версии ESPN в 2013 году. 1 декабря 2014 года Тьерри Анри объявил о завершении выступлений за «Нью-Йорк Ред Буллз». 16 декабря 2014 года Анри завершил карьеру футболиста и стал журналистом британского телеканала «Sky Sports».

#### Возвращение в «Арсенал» (аренда в 2012 году)
6 января 2012 года «Арсенал» официально объявил о том, что Тьерри Анри присоединился к клубу на правах краткосрочной аренды, пока Жервиньо и Маруан Шамах будут находиться на Кубке африканских наций. 9 января, в матче Кубка Англии против «Лидс Юнайтед», Анри впервые после своего возвращения вышел на поле — на 68-й минуте встречи француз сменил Маруана Шамаха, а спустя 10 минут забил победный мяч. 4 февраля в домашнем матче Премьер-лиги против «Блэкберн Роверс» Анри забил свой второй гол после возвращения в «Арсенал». Но позднее этот гол засчитали как автогол. 11 февраля Анри отличился в очередной раз, уже в компенсированное арбитром время, забив победный мяч в ворота «Сандерленда» с передачи Андрея Аршавина. Француз так же был заявлен за «Арсенал» в Лигу чемпионов 2011/12, где не смог помочь своей команде пройти в 1/8 финала итальянский «Милан» (0:4; 3:0). 17 февраля 2012 года Анри вернулся в расположение «Нью-Йорк Ред Буллз».
В конце 2012 года, как и в конце 2013 года (пока в MLS межсезонье), Анри снова присоединялся к «Арсеналу» для поддержания формы, но, несмотря на то, что Арсен Венгер допускал, что возникнет необходимость в повторной аренде Тьерри, он так и не провёл ни одного официального матча за «канониров».

### Выступления в сборных
Анри выступал за сборные Франции различных возрастов с 1992 года. В 1996 году он был капитаном сборной до 18 лет, выигравшей титул чемпиона Европы в своей возрастной категории. Карьера в первой сборной Франции началась для Анри в июне 1997 года, когда его достойную игру в «Монако» заметили тренеры молодёжной сборной Франции и призвали на матчи молодёжного чемпионата мира, вместе с будущими одноклубниками Вильямом Галласом и Давидом Трезеге. Спустя четыре месяца футболиста пригласил в свою команду Эме Жаке, главный тренер взрослой сборной. Дебютное выступление на высоком международном уровне состоялось для нападающего в двадцатилетнем возрасте 11 октября 1997 года, в выигранном со счётом 2:1 матче против Южной Африки.
Эме Жаке был настолько впечатлён действиями молодого игрока, что решил взять его на чемпионат мира 1998 года. Анри оставался малоизвестным футболистом, но, несмотря на это, с тремя голами ему удалось стать лучшим бомбардиром сборной Франции на этом турнире. Все три гола он забил на групповой стадии, один в ворота сборной ЮАР и два — Саудовской Аравии. Он должен был появиться и в финальном матче против Бразилии, выигранном со счётом 3:0, но не появился, так как из-за удаления Марселя Десайи вместо атаки тренеру пришлось укреплять оборону. По завершении соревнования все игроки сборной, в том числе и Анри, были награждены высшим знаком отличия Франции, орденом Почётного легиона.
Следующим международным турниром для игрока оказался чемпионат Европы 2000 года, он снова отметился тремя мячами и стал лучшим бомбардиром команды, причём одним из голов сравнял счёт в полуфинальном матче с Португалией. Франция перевела игру в овертайм и выиграла после точного исполнения пенальти Зинедином Зиданом. Победа в финальном матче над Италией так же была одержана в дополнительное время — вместе с главной сборной страны по футболу Анри получил вторую медаль золотого достоинства. В ходе турнира футболист трижды назывался игроком матча, в том числе и в последней игре с итальянцами.
Чемпионат мира 2002 года вышел для Франции провальным — защищая титул чемпиона мира, команда во всех трёх матчах не смогла забить ни одного мяча и покинула турнир уже после групповой стадии. В матче-открытии французы с минимальным счётом уступили Сенегалу, во второй игре разошлись нулевой ничьей с Уругваем, причём Анри за опасный подкат получил красную карточку и вынужден был пропустить третий матч с Данией, закончившийся поражением французов со счётом 0:2.
Через год нападающий отстаивал честь страны на матчах Кубка конфедераций — 2003. Чтобы реабилитироваться за недавний провал, Франция должна была побеждать, и, несмотря на отсутствие лидеров Зидана и Патрика Виейра, она это сделала, во многом благодаря усилиям Анри, который в пяти играх трижды признавался игроком матча. В дополнительное время финальной игры он забил золотой гол в ворота Камеруна и принёс тем самым победу со счётом 1:0. Компания Adidas наградила нападающего «Золотым мячом» как выдающегося игрока турнира и «Золотой бутсой» как лучшего бомбардира — в его активе были четыре мяча.
На чемпионате Европы 2004 года Анри принял участие во всех матчах национальной сборной и отметился двумя голами. На групповой стадии Франция одолела Англию, но в четвертьфинале неожиданно была выбита Грецией — матч закончился со счётом 0:1. В ходе чемпионата мира 2006 года футболист играл единственного форварда своей команды, всего он забил три гола, в том числе победный гол после исполненного Зиданом свободного удара в матче против действующих чемпионов бразильцев. Однако в финале Франция по пенальти уступила Италии (5:3). Анри не принимал участия в серии послематчевых ударов, так как после изнурительного овертайма мышцы его ног свело судорогой. Нападающий был в числе десяти номинантов на «Золотой мяч», вручаемый лучшему игроку турнира, но в итоге награды удостоился Зидан. Тем не менее, в 2006 году Анри был включён в состав символической сборной мира World XI, составленной функционерами ФИФПРО. 13 октября 2007 года в матче против Фарерских островов Анри забил за сборную свой 41-й гол, повторив достижение Мишеля Платини, лучшего бомбардира Франции всех времён. Четыре дня спустя на стадионе «Божуар» он сделал дубль в матче с Литвой, установив тем самым новый рекорд национальной команды. 3 июня 2008 года Франция провела встречу с Колумбией, и для Анри это был сотый матч в составе сборной, он стал шестым футболистом, добравшимся до этой отметки.
На чемпионате Европы 2008 года французы оказались в одной группе с Италией, Голландией и Румынией. Анри пропустил первый матч, а единственный гол забил в проигранном со счётом 1:4 противостоянии с Нидерландами. Франция вновь не прошла в плей-офф.
32-летний нападающий не был заявлен в стартовый состав первой встречи чемпионата мира 2010 года и вышел на замену лишь в конце матча, а вторую игру полностью провёл на скамейке запасных — на то время у Анри не было достаточной игровой практики в «Барселоне», поэтому Раймон Доменек убрал его из основного состава сборной и лишил капитанской повязки. Сам игрок впоследствии отозвался об этом решении с укором: «Сколько лет провёл в команде — меня ребята называли старшим братом. Но с недавних пор тренер дал понять, что футболист Тьерри Анри больше не является для него авторитетом. Он меня задвинул. Становится тяжело на душе, когда чувствуешь, что отношение тренера передаётся многим остальным».
В тех матчах Франция разошлась ничьей с Уругваем и проиграла 0:2 Мексике. Команда была деморализована изгнанием Николя Анелька, атмосфера между игроками и тренером была напряжённой, дошло до того, что капитан Патрис Эвра, заручившись поддержкой других ветеранов, призвал футболистов бойкотировать тренировку. Анри прокомментировал это следующим образом:
Автобус со сборной подъехал к полю. Я сказал, что каждый волен делать, что захочет, но мы, ветераны, на улицу не выйдем. Ребята — все до единого — поддержали нас. Единодушия, повторюсь, до последнего момента не было, но объединение произошло. Оглядываясь назад, понимаю: мы совершили ошибку. Мы поступили как хулиганы.
В третьем матче, против принимавшей турнир сборной ЮАР, Анри, получив капитанскую повязку, вышел на замену только в середине второго тайма. Спасти проваленный матч не удалось, и Франция потерпела поражение со счётом 1:2, в результате чего набрала в группе всего лишь одно очко и осталась на последнем месте. Сразу после этого игрок объявил о завершении карьеры в сборной, всего за «трёхцветных» он провёл 123 матча и забил 51 гол.

#### Игра рукой в матче Франция — Ирландия
18 ноября 2009 года в дополнительное время стыкового матча за выход на чемпионат мира 2010 года против сборной Ирландии на 103-й минуте Анри подыграл себе рукой в штрафной площади гостей и сделал передачу Вильяму Галласу, который забил мяч, в итоге выведший команду Франции в финальную стадию турнира. Во время матча футболист не признался судье в содеянном, хотя нарушение было очевидным, и радовался вместе со всей командой, что послужило поводом для бурного обсуждения и критики во многих средствах массовой информации, а также со стороны различных футболистов и тренеров, как за рубежом, так и во Франции.
Впоследствии Анри всё же признал своё нарушение: спустя ровно 9 лет после матча в интервью он сказал, что после игры немедленно извинился перед ирландской сборной за свой поступок, а ирландцы ответили ему, что не обвиняют Анри ни в чём. Он поддержал просьбу Федерации футбола Ирландии переиграть матч. Один из лидеров ирландцев, Дэмьен Дафф, с одной стороны возмутился судейским решением в том эпизоде, а с другой заявил, что если бы он в такой ситуации оказался на месте Анри, скорее всего, поступил бы точно так же ради своей команды. Президент Франции Николя Саркози принёс извинения премьер-министру Ирландии Брайану Коуэну за то, каким образом французская национальная команда пробилась в финальную часть чемпионата мира 2010. Тренер Арсен Венгер, долгие годы работавший с Анри в «Монако» и «Арсенале», высказал сожаление о том, что сборная Франции подобным образом прошла на мундиаль, но в то же время пожалел нападающего, на которого необоснованно обрушился шквал критики, ведь на самом деле во всём виноват судья, и Анри не обязан был говорить о своей игре рукой рефери. Венгер заявил, что знает Анри как настоящего джентльмена. В январе 2010 года ФИФА рассматривала вопрос об отстранении Анри от нескольких матчей чемпионата мира, но в итоге пришла к выводу, что никаких законных оснований у дисквалификации нет — в соответствии с регламентирующими документами федерации, игра рукой не считается серьёзным проступком, а потому данный прецедент не попадает под дисциплинарный кодекс.
Во время финальной части турнира, в первом матче против Уругвая, Анри уличил в игре рукой уругвайского защитника и требовал у судьи назначения 11-метрового удара. Арбитр не назначил пенальти, и повтор момента показал отсутствие какого-либо нарушения с противоположной стороны. После этого инцидента средства массовой информации вновь обрушились на футболиста с критикой, припоминая ему недавний инцидент с Ирландией.

## Тренерская карьера

#### «Арсенал»

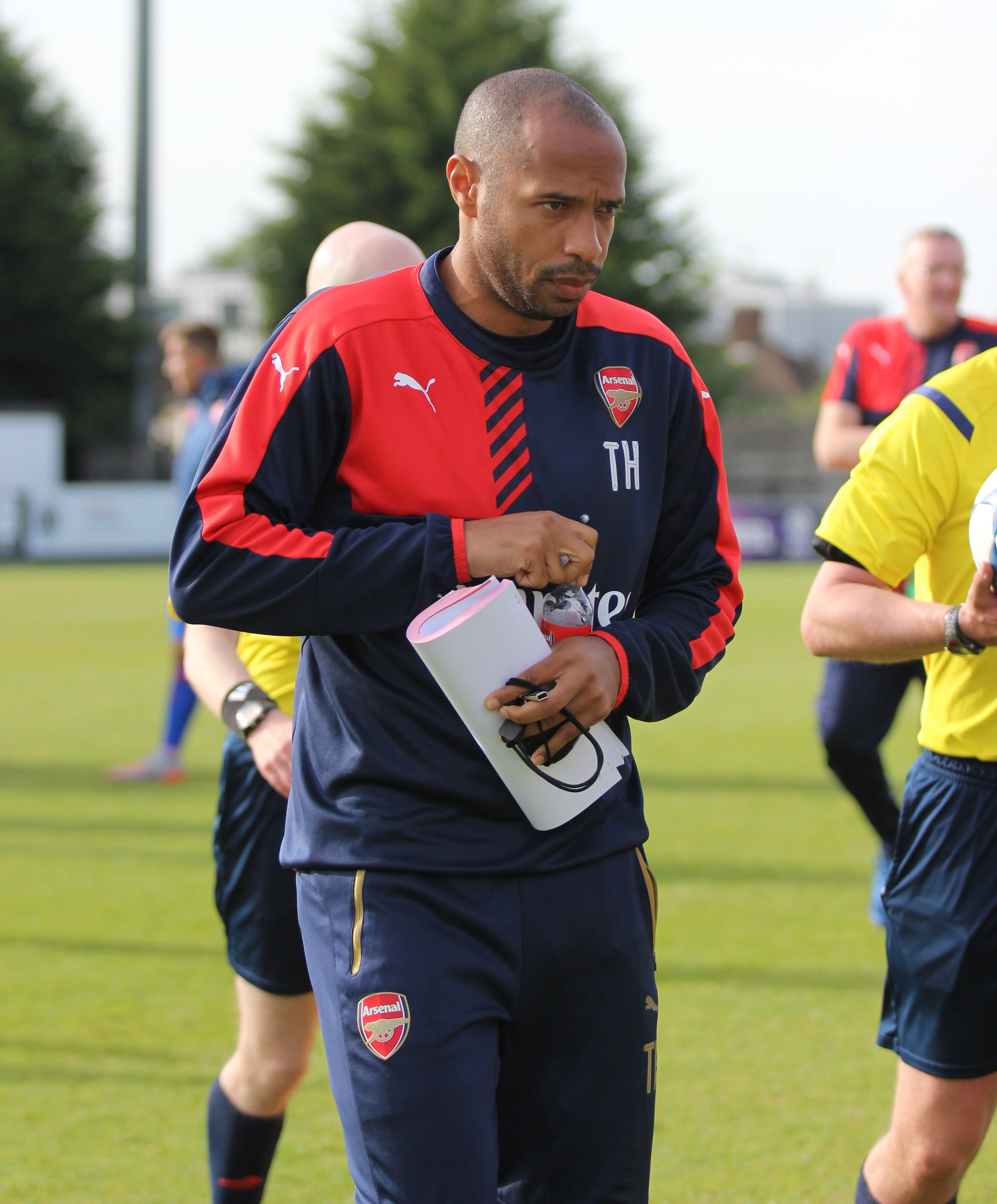
Анри в качестве тренера «Арсенала» до 19 лет в сентябре 2015 года

В феврале 2015 года «Арсенал» предложил Анри должность тренера одной из юношеских команд. Тьерри проработал с командой до конца сезона 2015/16, но после того, как Арсен Венгер предложил ему выбрать между карьерой на телевидении и тренерской карьерой, Анри покинул тренерский штаб.

#### Сборная Бельгии
26 августа 2016 года Анри вошёл в тренерский штаб сборной Бельгии, который возглавлял Роберто Мартинес.
Завоевал бронзовые медали чемпионата мира 2018 в России со сборной Бельгии в качестве ассистента главного тренера.

#### «Монако»
13 октября 2018 года Анри был назначен главным тренером «Монако», подписав с клубом контракт до июня 2021 года. 24 января 2019 года из-за конфликта с рядом игроков клуб временно отстранил Анри от обязанностей главного тренера команды. На следующий день Анри был уволен со своей должности из-за крайне неудовлетворительных результатов работы — на тот момент, помимо конфликта Анри со своими подопечными, клуб занимал предпоследнее место в чемпионате Франции, а также выбыл из розыгрыша Лиги чемпионов УЕФА и Кубка Франции.

#### «Монреаль Импакт»
14 ноября 2019 года канадский клуб «Монреаль Импакт», выступающий в MLS, объявил о назначении Анри на пост главного тренера. Контракт с клубом подписан на два года с опцией продления на сезон 2022. 25 февраля 2021 года Анри покинул клуб, переименованный в «Клёб де Фут Монреаль», по семейным обстоятельствам.

#### Сборная Бельгии
30 мая 2021 года вернулся в тренерский штаб сборной Бельгии в качестве ассистента главного тренера Роберто Мартинеса, однако уже в июле покинул этот пост после вылета команды с чемпионата Европы 2020 в 1/4 финала.

#### Олимпийская сборная Франции
21 августа 2023 года Тьерри Анри был назначен главным тренером олимпийской сборной Франции по футболу. На Олимпиаде 2024 сборная Франции стала серебряным призёром, уступив в финале Испании (3:5). После Олимпиады Анри решил покинуть пост тренера «по личным причинам».

## Телевидение
В декабре 2014 года Анри завершил карьеру игрока и стал футбольным экспертом на английском канале Sky Sports и начал учёбу для получения тренерской лицензии УЕФА категорий А и В.
16 июля 2018 года Анри объявил об уходе с должности телевизионного эксперта Sky Sports, чтобы сосредоточиться на тренерской карьере. Анри трудился на телевидении с 2015 года, а с 2016 совмещал эту деятельность с работой ассистентом Роберто Мартинеса в сборной Бельгии.

## Стиль игры

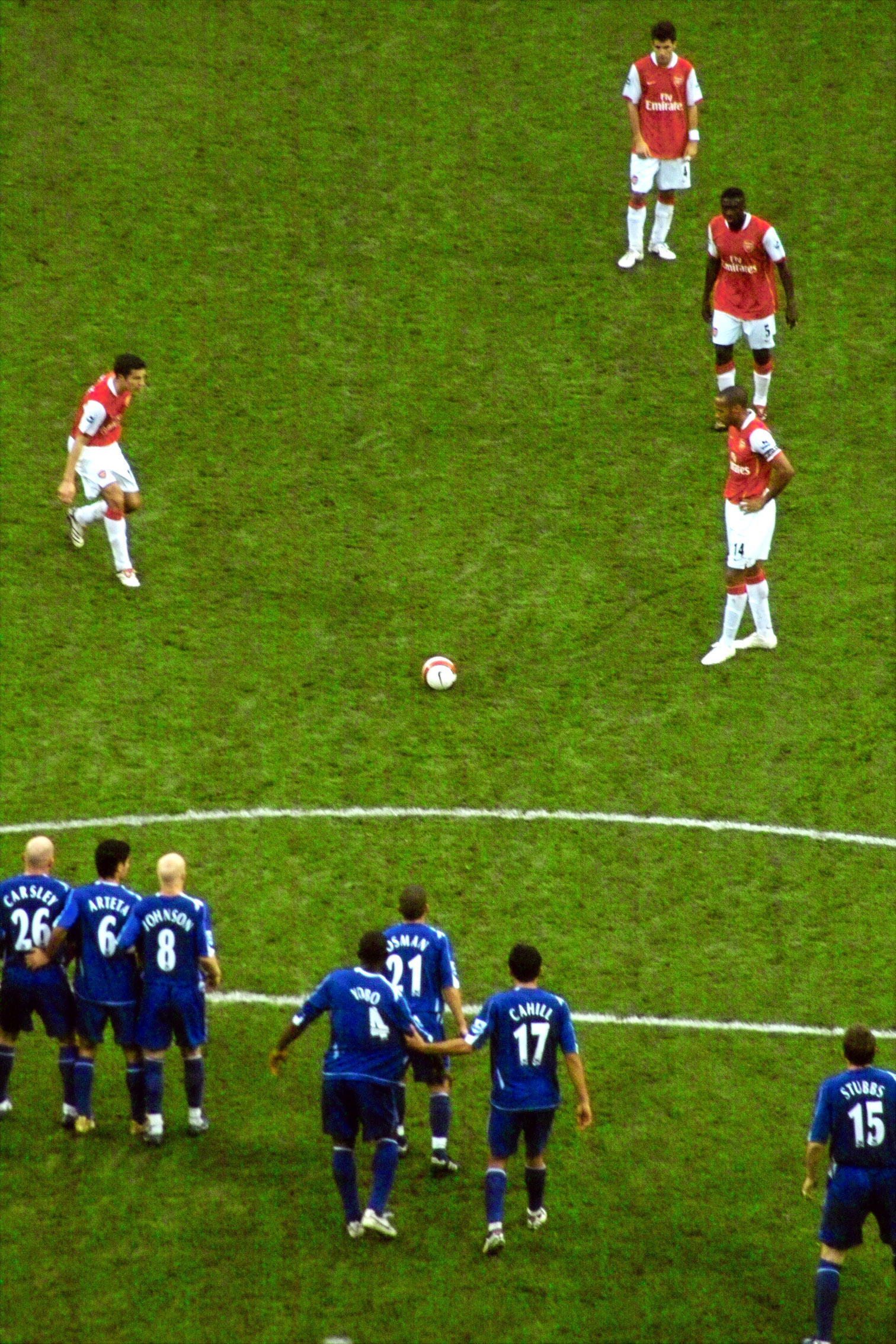
Анри участвует в исполнении штрафного удара в матче против «Эвертона»

В детстве Анри выступал исключительно в роли нападающего, но в «Монако» и «Ювентусе» его чаще всего выпускали на позицию крайнего полузащитника. После присоединения в 1999 году к «Арсеналу», Арсен Венгер вернул его в привычное амплуа, бо́льшую часть времени футболист находился на острие атаки, играл в паре с опытным голландцем Деннисом Бергкампом. В ходе сезона 2004/05 Венгер сменил тактическое построение команды на 4-5-1, что сделало Анри главным и единственным страйкером канониров — в этой роли он провёл множество матчей и не раз становился лучшим бомбардиром чемпионата. Игрок стал основной ударной силой «Арсенала» и за красивые, театрализованные голы сразу же полюбился болельщикам. Тренер охарактеризовал своего соотечественника следующим образом: «Он может получить мяч в центре поля и забить такой гол, какой не смог бы провести ни один другой футболист в мире».
Специалисты связывают успехи Анри с умением хладнокровно обыгрывать соперников один-в-один — в совокупности с его высокой скоростью это часто приводит к тому, что нападающий оказывается за спинами защитников, откуда без помех наносит удар по неприкрытым воротам. Являясь универсалом, одновременно форвардом и левым вингером, футболист постоянно нацелен на гол, но, несмотря на это, никогда не жадничает и с удовольствием снабжает пасами подключающихся к атаке партнёров. Так, за три сезона 2002/03 — 2004/05 он выполнил 50 результативных передач. Анри регулярно проделывает обманный манёвр на грани положения «вне игры», сначала забегает далеко за линию защиты, чем вынуждает соперников настроиться на выполнение искусственного офсайда, а затем резко возвращается обратно и по правилам принимает мяч, оставляя защитников противоположной стороны не у дел. В «Арсенале» француз обычно исполнял все стандарты, как пенальти, так и штрафные удары — многие из своих мячей он забил именно в результате таких розыгрышей. Одинаково хорошо владеет обеими ногами, но при стандартах предпочитает использовать правую. Игрой на «втором этаже» не славится, хотя иногда забивает голы и головой.

## Достижения в качестве игрока
За свою спортивную карьеру Анри получил множество наград и званий, неоднократно устанавливал рекорды. В 2003 и 2004 годах номинировался на звание игрока года ФИФА, но в обоих случаях занял второе место, в этих же сезонах признавался лучшим игроком по версии ПФА. На данный момент Анри остаётся единственным футболистом, трижды награждённым премией Ассоциации футбольных журналистов (2003, 2004, 2006), а также единственным игроком, которому удалось завоевать эту награду два раза подряд. По результатам голосования 2003 года, Анри был включён в символическую сборную легионеров десятилетия Премьер-лиги, в 2004 году легендарный бразилец Пеле отобрал его в список 125 величайших футболистов всех времён. В 2004 и 2005 годах французский спортсмен удостоился европейской «Золотой бутсы», причём ни одному другому футболисту не удавалось получить её дважды подряд. Рекордное количество раз Анри становился лучшим бомбардиром английской Премьер-лиги — четырежды (2002, 2004, 2005, 2006). В период с 2002 года по 2006-й нападающий в каждом из пяти сезонов забивал больше 20 голов — для Англии это уникальное достижение. В настоящее время Анри занимает третье место в споре лучших голеадоров лиги, уступая таким ветеранам как Алан Ширер и Энди Коул. В ноябре 2007 года Ассоциацией футбольных статистиков был помещён на 33-ю позицию в списке величайших игроков всех времён. В соответствии с голосованием 2008 года, болельщики «Арсенала» назвали француза лучшим игроком за всю историю существования клуба, по популярности среди фанатов он обошёл даже Денниса Бергкампа и Тони Адамса. Кроме того, в официальном отчёте лиги за 2008 год, который составлялся на основе опроса болельщиков, футболист был признан самым любимым игроком Премьер-лиги всех времён. Многие эксперты, тренеры и футболисты, отмечая заслуги форварда, не раз называли Тьерри Анри одним из лучших футболистов мира.
9 декабря 2011 года в честь 125-летия «Арсенала» вблизи стадиона «Эмирейтс» была установлена статуя Тьерри Анри. Статуя отлита из бронзы и имеет рост в полтора раза больше легенды. На статую потрачено 625 часов, а её вес составляет около 200 килограмм. Такая работа была проделана для того, чтобы отразить всю величину и масштаб юбилея клуба. Также статуи были изготовлены в честь бывшего защитника и капитана «канониров» Тони Адамса и легендарного тренера «Арсенала» Герберта Чепмена.

### Командные достижения
«Монако»
- Чемпион Франции: 1996/97

«Ювентус»
- Победитель Кубка Интертото: 1999

«Арсенал»
- Чемпион Англии (2): 2001/02, 2003/04
- Обладатель Кубка Англии (3): 2001/02, 2002/03, 2004/05
- Обладатель Суперкубка Англии (2): 2002, 2004
- Финалист Кубка УЕФА: 1999/00
- Финалист Лиги чемпионов УЕФА: 2005/06

«Барселона»
- Чемпион Испании (2): 2008/09, 2009/10
- Обладатель Кубка Испании: 2008/09
- Победитель Лиги чемпионов УЕФА: 2008/09
- Обладатель Суперкубка Испании: 2009
- Обладатель Суперкубка УЕФА: 2009
- Победитель Клубного чемпионата мира: 2009

«Нью-Йорк Ред Буллз»
- Победитель Восточной конференции MLS (2): 2010, 2013
- Обладатель MLS Supporters' Shield: 2013

Сборная Франции
- Чемпион Европы среди юношей до 19 лет: 1996
- Чемпион мира 1998
- Чемпион Европы: 2000
- Обладатель Кубка конфедераций: 2003
- Серебряный призёр чемпионата мира: 2006

### Тренерские достижения
Сборная Франции
- Серебряный призёр Олимпийских игр: 2024

### Личные достижения
- Лучший молодой футболист Франции: 1997
- Лучший футболист Франции (5): 2000, 2003, 2004, 2005, 2006
- Обладатель «Золотой бутсы» (2): 2004, 2005
- Лучший бомбардир английской Премьер-лиги (4): 2002, 2004, 2005, 2006
- Игрок сезона английской Премьер-лиги (2): 2003/04, 2005/06
- Игрок года в Англии по версии болельщиков ПФА (2): 2003, 2004
- Игрок года в Англии по версии футболистов ПФА (2): 2003, 2004
- Игрок года в Англии по версии АФЖ (3): 2003, 2004, 2006
- Футболист года в Европе (Onze d'Or) (2): 2003, 2006
- Лучший футболист Кубка конфедераций ФИФА: 2003
- Лучший бомбардир Кубка конфедераций ФИФА: 2003
- Включён в символическую сборную ЧМ 2006 по версии ФИФА
- Включён в символическую сборную ЧЕ 2000 по версии УЕФА
- Лучший бомбардир в истории лондонского «Арсенала»: 228 голов
- Нападающий года по версии ФИФПРО: 2006
- Обладатель приза IFFHS лучшему бомбардиру мира в международных матчах: 2003[133]
- Второй игрок мира по версии ФИФА (2): 2003, 2004
- Второй игрок Европы по версии France Football: 2003
- Третий игрок Европы по версии France Football: 2006
- Игрок месяца MLS: март 2012
- Признан лучшим игроком в MLS по версии ESPN: 2013
- Символическая сборная года MLS (3): 2011, 2012, 2014
- Кавалер ордена Почётного легиона за победу на ЧМ 1998
- Член зала славы английского футбола: 2008
- Входит в список ФИФА 100
- Входит в состав символической сборной XXI века по версии УЕФА
- Входит в Зал славы английской Премьер-лиги[134]

## Личная жизнь и общественная деятельность
5 июля 2003 года Анри женился на английской топ-модели Николь Мэрри (настоящее имя Клэр) — церемония прошла в замке Хайклер, 27 мая 2005 года у них родилась дочь Тиа. Рождению ребёнка футболист посвятил гол в матче против «Ньюкасл Юнайтед», отправив мяч в сетку ворот, он сложил пальцы рук в виде буквы «Т» и поцеловал их. Играя за «Арсенал», спортсмен приобрёл большой дом в Хэмпстеде, престижном районе в северном пригороде Лондона, и жил там вместе с семьёй на протяжении нескольких лет. В сентябре 2007 года, после перехода в «Барселону», было объявлено о разводе супругов, судебные тяжбы длились более года, и в итоге, по условиям брачного договора, Анри пришлось отдать жене 10 млн фунтов стерлингов. С октября 2008 года он встречается с боснийской моделью Андреа Раячич, в скором будущем они планируют сыграть свадьбу. 23 августа 2012 года у пары родился сын Тристан.
Футболист, кроме того, является ярым поклонником Национальной баскетбольной ассоциации, он часто присутствует на матчах со своим другом Тони Паркером. В интервью Анри отмечал, что в отношении скорости и азарта баскетбол очень похож на футбол. Он несколько раз приезжал на финалы НБА, в частности поддерживал свою любимую команду «Сан-Антонио Спёрс» в финале 2007 года, в заключительной игре сезона 2000/01 комментировал матч совместно с французским телевидением и назвал Аллена Айверсона лучшим игроком.
Анри состоял в команде ЮНИСЕФ-ФИФА, в рамках которой вместе с другими профессиональными футболистами снялся в нескольких роликах социальной рекламы, показанных во время трансляции чемпионатов мира 2002 и 2006 годов. Спортсмен является активным борцом с расизмом в футболе, так как сам сталкивался с этим в течение своей карьеры. Наиболее известный случай произошёл в 2004 году после товарищеского матча со сборной Испании — испанские телевизионщики показали ролик, в котором тренер Луис Арагонес называет Анри «чёрным дерьмом». Запись вызвала большой общественный резонанс, британские СМИ призывали уволить Арагонеса, но в результате никакие санкции кроме штрафа в 3 тысячи евро не последовали. После скандального инцидента нападающий совместно с Nike начал кампанию под названием «Встань и скажи» (англ. Stand Up Speak Up), направленную на борьбу с расизмом в футболе. Эту его деятельность впоследствии оценил журнал Time, назвавший игрока «героем и первопроходцем» в своём списке ста самых влиятельных людей мира. Среди прочей благотворительной работы, Анри поучаствовал в создании музыкального альбома Fever Pitch, выпущенного под эгидой ФИФА к чемпионату мира 2002 года. Все средства, вырученные с продаж диска, пошли на исследование методов лечения СПИДа. Кроме этого, Анри неоднократно финансировал фонды по борьбе с муковисцидозом.
Манера игры и яркая личность сделали Анри одним из самых привлекательных футболистов с коммерческой точки зрения. По данным агентства Рейтер, среди самых коммерциализированных футболистов мира в 2007 году он занимал девятое место, с состоянием в 21 млн фунтов стерлингов в прессе его назвали восьмым богатейшим игроком Премьер-лиги. Спортсмен снимался в рекламе Рено Клио, где впервые прозвучало слово va-va-voom, означающее «жизнь» или «восторг». Слово оказалось настолько популярным, что было добавлено в Оксфордский словарь английского языка. В 2004 году футболист подписал контракт со спортивным гигантом Nike. В одном из рекламных роликов он, находясь в разных помещениях квартиры вроде ванны или гостиной, шутит насчёт других футбольных звёзд — Клода Макелеле, Эдгара Давидса и Фредди Юнгберга. Идея была навеяна самим Анри, который признался, что думает о футболе постоянно — не только на поле, но и дома. Игрок также принял участие в так называемом «Секретном чемпионате» Nike, знаменитом рекламном фильме Терри Гиллиама, в котором присутствуют 25 суперзвёзд футбола. Перед чемпионатом мира 2006 года спортсмен снялся в серии роликов Jogo Bonito, призывающих «играть красиво». После мундиаля подписал соглашение с Reebok, появился в их рекламе в паре с испанской актрисой Пас Вегой. В феврале 2007 года был включён в «Чемпионскую программу» Gillette, названный ими «одним из самых узнаваемых и успешных спортсменов современности», снялся в серии рекламных роликов, в которых кроме него появились Роджер Федерер и Тайгер Вудс. Начиная с 2005 года активно сотрудничает с компанией PepsiCo.
С 2006 года Анри исповедует ислам, в интервью каналу «Аль-Джазира» он заявил, что принял эту религию с наставления коллег по сборной: «Интересоваться исламом я начал под влиянием своих друзей по команде — Абидаля и Рибери. Разговаривая с ними, я чувствовал себя близким к исламу и всем сердцем поверил в эту религию. Ислам стал для меня главнее всего». С тех пор футболист празднует некоторые забитые голы совершением земного поклона, суджуда.

## Статистика выступлений

### Клубная карьера
| Клуб                 | Сезон              | Лига | Лига | Кубки | Кубки | Еврокубки | Еврокубки | Прочие | Прочие | Итого | Итого |
| Клуб                 | Сезон              | Игры | Голы | Игры  | Голы  | Игры      | Голы      | Игры   | Голы   | Игры  | Голы  |
| -------------------- | ------------------ | ---- | ---- | ----- | ----- | --------- | --------- | ------ | ------ | ----- | ----- |
| Монако               | 1994/95            | 8    | 3    | 0     | 0     | 0         | 0         | 0      | 0      | 8     | 3     |
| Монако               | 1995/96            | 18   | 3    | 3     | 0     | 1         | 0         | 0      | 0      | 22    | 3     |
| Монако               | 1996/97            | 36   | 9    | 3     | 0     | 9         | 1         | 0      | 0      | 48    | 10    |
| Монако               | 1997/98            | 30   | 4    | 5     | 0     | 9         | 7         | 0      | 0      | 44    | 11    |
| Монако               | 1998/99            | 13   | 1    | 1     | 0     | 5         | 0         | 0      | 0      | 19    | 1     |
| Монако               | Итого              | 105  | 20   | 12    | 0     | 24        | 8         | 0      | 0      | 141   | 28    |
| Монако B (фарм-клуб) | 1994/95            | 19   | 6    | 0     | 0     | −         | −         | 0      | 0      | 19    | 6     |
| Монако B (фарм-клуб) | 1995/96            | 10   | 0    | 0     | 0     | −         | −         | 0      | 0      | 10    | 0     |
| Монако B (фарм-клуб) | 1996/97            | 2    | 1    | 0     | 0     | −         | −         | 0      | 0      | 2     | 1     |
| Монако B (фарм-клуб) | Итого              | 31   | 7    | 0     | 0     | 0         | 0         | 0      | 0      | 31    | 7     |
| Ювентус              | 1998/99            | 16   | 3    | 1     | 0     | 0         | 0         | 2      | 0      | 19    | 3     |
| Ювентус              | 1999/00            | 0    | 0    | 0     | 0     | 1         | 0         | 0      | 0      | 1     | 0     |
| Ювентус              | Итого              | 16   | 3    | 1     | 0     | 1         | 0         | 2      | 0      | 20    | 3     |
| Арсенал              | 1999/00            | 31   | 17   | 5     | 1     | 13        | 8         | 0      | 0      | 48    | 26    |
| Арсенал              | 2000/01            | 35   | 17   | 4     | 1     | 14        | 4         | 0      | 0      | 53    | 22    |
| Арсенал              | 2001/02            | 33   | 24   | 5     | 1     | 11        | 7         | 0      | 0      | 49    | 32    |
| Арсенал              | 2002/03            | 37   | 24   | 5     | 1     | 12        | 7         | 1      | 0      | 55    | 32    |
| Арсенал              | 2003/04            | 37   | 30   | 3     | 3     | 10        | 5         | 1      | 1      | 51    | 39    |
| Арсенал              | 2004/05            | 32   | 25   | 1     | 0     | 8         | 5         | 1      | 0      | 42    | 30    |
| Арсенал              | 2005/06            | 32   | 27   | 1     | 1     | 11        | 5         | 1      | 0      | 45    | 33    |
| Арсенал              | 2006/07            | 17   | 10   | 3     | 1     | 7         | 1         | 0      | 0      | 27    | 12    |
| Арсенал              | Итого              | 254  | 174  | 27    | 9     | 85        | 42        | 4      | 1      | 370   | 226   |
| Барселона            | 2007/08            | 30   | 12   | 7     | 4     | 10        | 3         | 0      | 0      | 47    | 19    |
| Барселона            | 2008/09            | 29   | 19   | 1     | 1     | 12        | 6         | 0      | 0      | 42    | 26    |
| Барселона            | 2009/10            | 21   | 4    | 1     | 0     | 6         | 0         | 4      | 0      | 32    | 4     |
| Барселона            | Итого              | 80   | 35   | 9     | 5     | 28        | 9         | 4      | 0      | 121   | 49    |
| Нью-Йорк Ред Буллз   | 2010               | 12   | 2    | 0     | 0     | −         | −         | 0      | 0      | 12    | 2     |
| Нью-Йорк Ред Буллз   | 2011               | 29   | 15   | 0     | 0     | −         | −         | 0      | 0      | 29    | 15    |
| Нью-Йорк Ред Буллз   | 2012               | 27   | 15   | 0     | 0     | −         | −         | 0      | 0      | 27    | 15    |
| Нью-Йорк Ред Буллз   | 2013               | 32   | 10   | 0     | 0     | −         | −         | 0      | 0      | 32    | 10    |
| Нью-Йорк Ред Буллз   | 2014               | 35   | 10   | 0     | 0     | −         | −         | 0      | 0      | 35    | 10    |
| Нью-Йорк Ред Буллз   | Итого              | 135  | 52   | 0     | 0     | 0         | 0         | 0      | 0      | 135   | 52    |
| Арсенал (аренда)     | 2011/12            | 4    | 1    | 2     | 1     | 1         | 0         | 0      | 0      | 7     | 2     |
| Арсенал (аренда)     | Итого              | 4    | 1    | 2     | 1     | 1         | 0         | 0      | 0      | 7     | 2     |
| Всего за «Арсенал»   | Всего за «Арсенал» | 258  | 175  | 29    | 10    | 86        | 42        | 4      | 1      | 377   | 228   |
| Всего за карьеру     | Всего за карьеру   | 625  | 292  | 51    | 15    | 139       | 59        | 10     | 1      | 825   | 367   |

### Матчи за сборную Франции
| Матчи Анри за сборную Франции | Матчи Анри за сборную Франции | Матчи Анри за сборную Франции | Матчи Анри за сборную Франции | Матчи Анри за сборную Франции | Матчи Анри за сборную Франции | Матчи Анри за сборную Франции |
| №                             | Дата                          | Город                         | Соперник                      | Счёт                          | Голы Анри                     | Соревнование                  |
| ----------------------------- | ----------------------------- | ----------------------------- | ----------------------------- | ----------------------------- | ----------------------------- | ----------------------------- |
| 1                             | 11 октября 1997               | Ланс                          | ЮАР                           | 2:1                           | —                             | Товарищеский матч             |
| 2                             | 27 мая 1998                   | Касабланка                    | Бельгия                       | 1:0                           | —                             | Трофей Хасана II              |
| 3                             | 29 мая 1998                   | Касабланка                    | Марокко                       | 2:2                           | —                             | Трофей Хасана II              |
| 4                             | 12 июня 1998                  | Марсель                       | ЮАР                           | 3:0                           | 1                             | Чемпионат мира 1998           |
| 5                             | 18 июня 1998                  | Сен-Дени                      | Саудовская Аравия             | 4:0                           | 2                             | Чемпионат мира 1998           |
| 6                             | 24 июня 1998                  | Лион                          | Дания                         | 2:1                           | —                             | Чемпионат мира 1998           |
| 7                             | 28 июня 1998                  | Ланс                          | Парагвай                      | 1:0                           | —                             | Чемпионат мира 1998           |
| 8                             | 3 июля 1998                   | Сен-Дени                      | Италия                        | 0:0 (4:3)                     | —                             | Чемпионат мира 1998           |
| 9                             | 8 июля 1998                   | Сен-Дени                      | Хорватия                      | 2:1                           | —                             | Чемпионат мира 1998           |
| 10                            | 19 августа 1998               | Вена                          | Австрия                       | 2:2                           | —                             | Товарищеский матч             |
| 11                            | 5 сентября 1998               | Рейкьявик                     | Исландия                      | 1:1                           | —                             | Отборочный турнир ЧЕ 2000     |
| 12                            | 29 марта 2000                 | Глазго                        | Шотландия                     | 2:0                           | 1                             | Товарищеский матч             |
| 13                            | 26 апреля 2000                | Сен-Дени                      | Словения                      | 3:2                           | —                             | Товарищеский матч             |
| 14                            | 28 мая 2000                   | Загреб                        | Хорватия                      | 2:0                           | —                             | Товарищеский матч             |
| 15                            | 4 июня 2000                   | Касабланка                    | Япония                        | 2:2 (4:3)                     | —                             | Трофей Хасана II              |
| 16                            | 6 июня 2000                   | Касабланка                    | Марокко                       | 5:1                           | 1                             | Трофей Хасана II              |
| 17                            | 11 июня 2000                  | Брюгге                        | Дания                         | 3:0                           | 1                             | Чемпионат Европы 2000         |
| 18                            | 16 июня 2000                  | Брюгге                        | Чехия                         | 2:1                           | 1                             | Чемпионат Европы 2000         |
| 19                            | 21 июня 2000                  | Амстердам                     | Нидерланды                    | 2:3                           | —                             | Чемпионат Европы 2000         |
| 20                            | 28 июня 2000                  | Брюссель                      | Португалия                    | 2:1                           | 1                             | Чемпионат Европы 2000         |
| 21                            | 2 июля 2000                   | Роттердам                     | Италия                        | 2:1                           | —                             | Чемпионат Европы 2000         |
| 22                            | 16 августа 2000               | Марсель                       | ФИФА                          | 5:1                           | —                             | Товарищеский матч             |
| 23                            | 2 сентября 2000               | Сен-Дени                      | Англия                        | 1:1                           | —                             | Товарищеский матч             |
| 24                            | 4 октября 2000                | Сен-Дени                      | Камерун                       | 1:1                           | —                             | Товарищеский матч             |
| 25                            | 7 октября 2000                | Йоханнесбург                  | Южная Африка                  | 0:0                           | —                             | Товарищеский матч             |
| 26                            | 27 февраля 2001               | Сен-Дени                      | Германия                      | 1:0                           | —                             | Товарищеский матч             |
| 27                            | 24 марта 2001                 | Сен-Дени                      | Япония                        | 5:0                           | 1                             | Товарищеский матч             |
| 28                            | 28 марта 2001                 | Валенсия                      | Испания                       | 1:2                           | —                             | Товарищеский матч             |
| 29                            | 25 апреля 2001                | Сен-Дени                      | Португалия                    | 4:0                           | 1                             | Товарищеский матч             |
| 30                            | 15 августа 2001               | Нант                          | Дания                         | 1:0                           | —                             | Товарищеский матч             |
| 31                            | 1 сентября 2001               | Сантьяго                      | Чили                          | 1:2                           | —                             | Товарищеский матч             |
| 32                            | 6 октября 2001                | Сен-Дени                      | Алжир                         | 4:1                           | 1                             | Товарищеский матч             |
| 33                            | 13 февраля 2002               | Сен-Дени                      | Румыния                       | 2:1                           | —                             | Товарищеский матч             |
| 34                            | 27 марта 2002                 | Сен-Дени                      | Шотландия                     | 5:0                           | 1                             | Товарищеский матч             |
| 35                            | 17 апреля 2002                | Сен-Дени                      | Россия                        | 0:0                           | —                             | Товарищеский матч             |
| 36                            | 26 мая 2002                   | Сувон                         | Южная Корея                   | 3:2                           | —                             | Товарищеский матч             |
| 37                            | 31 мая 2002                   | Сеул                          | Сенегал                       | 0:1                           | —                             | Чемпионат мира 2002           |
| 38                            | 6 июня 2002                   | Пусан                         | Уругвай                       | 0:0                           | —                             | Чемпионат мира 2002           |
| 39                            | 21 августа 2002               | Радес                         | Тунис                         | 1:1                           | —                             | Товарищеский матч             |
| 40                            | 12 октября 2002               | Сен-Дени                      | Словения                      | 5:0                           | —                             | Отборочный турнир ЧЕ 2004     |
| 41                            | 16 октября 2002               | Валлетта                      | Мальта                        | 4:0                           | 2                             | Отборочный турнир ЧЕ 2004     |
| 42                            | 20 ноября 2002                | Сен-Дени                      | Югославия                     | 3:0                           | —                             | Товарищеский матч             |
| 43                            | 12 февраля 2003               | Сен-Дени                      | Чехия                         | 0:2                           | —                             | Товарищеский матч             |
| 44                            | 29 марта 2003                 | Ланс                          | Мальта                        | 6:0                           | 2                             | Отборочный турнир ЧЕ 2004     |
| 45                            | 2 апреля 2003                 | Палермо                       | Израиль                       | 2:1                           | —                             | Отборочный турнир ЧЕ 2004     |
| 46                            | 30 апреля 2003                | Сен-Дени                      | Египет                        | 5:0                           | 2                             | Товарищеский матч             |
| 47                            | 18 июня 2003                  | Лион                          | Колумбия                      | 1:0                           | 1                             | Кубок конфедераций 2003       |
| 48                            | 20 июня 2003                  | Сент-Этьен                    | Япония                        | 2:1                           | —                             | Кубок конфедераций 2003       |
| 49                            | 22 июня 2003                  | Сен-Дени                      | Новая Зеландия                | 5:0                           | 1                             | Кубок конфедераций 2003       |
| 50                            | 26 июня 2003                  | Сен-Дени                      | Турция                        | 3:2                           | 1                             | Кубок конфедераций 2003       |
| 51                            | 29 июня 2003                  | Сен-Дени                      | Камерун                       | 1:0                           | 1                             | Кубок конфедераций 2003       |
| 52                            | 20 августа 2003               | Лозанна                       | Швейцария                     | 2:0                           | —                             | Товарищеский матч             |
| 53                            | 6 сентября 2003               | Сен-Дени                      | Кипр                          | 5:0                           | 1                             | Отборочный турнир ЧЕ 2004     |
| 54                            | 10 сентября 2003              | Любляна                       | Словения                      | 2:0                           | —                             | Отборочный турнир ЧЕ 2004     |
| 55                            | 11 октября 2003               | Сен-Дени                      | Израиль                       | 3:0                           | 1                             | Отборочный турнир ЧЕ 2004     |
| 56                            | 15 ноября 2003                | Гельзенкирхен                 | Германия                      | 3:0                           | 1                             | Товарищеский матч             |
| 57                            | 31 марта 2004                 | Роттердам                     | Голландия                     | 0:0                           | —                             | Товарищеский матч             |
| 58                            | 20 мая 2004                   | Сен-Дени                      | Бразилия                      | 0:0                           | —                             | Товарищеский матч             |
| 59                            | 6 июня 2004                   | Сен-Дени                      | Украина                       | 1:0                           | —                             | Товарищеский матч             |
| 60                            | 13 июня 2004                  | Лиссабон                      | Англия                        | 2:1                           | —                             | Чемпионат Европы 2004         |
| 61                            | 17 июня 2004                  | Лейрия                        | Хорватия                      | 2:2                           | —                             | Чемпионат Европы 2004         |
| 62                            | 21 июня 2004                  | Коимбра                       | Швейцария                     | 3:1                           | 2                             | Чемпионат Европы 2004         |
| 63                            | 25 июня 2004                  | Лиссабон                      | Греция                        | 0:1                           | —                             | Чемпионат Европы 2004         |
| 64                            | 18 августа 2004               | Рен                           | Босния и Герцеговина          | 1:1                           | —                             | Товарищеский матч             |
| 65                            | 4 сентября 2004               | Сен-Дени                      | Израиль                       | 0:0                           | —                             | Отборочный турнир ЧМ 2006     |
| 66                            | 8 сентября 2004               | Торсхавн                      | Фарерские острова             | 2:0                           | —                             | Отборочный турнир ЧМ 2006     |
| 67                            | 9 октября 2004                | Сен-Дени                      | Ирландия                      | 0:0                           | —                             | Отборочный турнир ЧМ 2006     |
| 68                            | 13 октября 2004               | Никосия                       | Кипр                          | 2:0                           | 1                             | Отборочный турнир ЧМ 2006     |
| 69                            | 17 ноября 2004                | Сен-Дени                      | Польша                        | 0:0                           | —                             | Товарищеский матч             |
| 70                            | 9 февраля 2005                | Сен-Дени                      | Швеция                        | 1:1                           | —                             | Товарищеский матч             |
| 71                            | 17 августа 2005               | Сен-Дени                      | Кот-д’Ивуар                   | 3:0                           | 1                             | Товарищеский матч             |
| 72                            | 3 сентября 2005               | Ланс                          | Фарерские острова             | 3:0                           | —                             | Отборочный турнир ЧМ 2006     |
| 73                            | 7 сентября 2005               | Дублин                        | Ирландия                      | 1:0                           | 1                             | Отборочный турнир ЧМ 2006     |
| 74                            | 9 ноября 2005                 | Фор-де-Франс                  | Коста-Рика                    | 3:2                           | 1                             | Товарищеский матч             |
| 75                            | 12 ноября 2005                | Сен-Дени                      | Германия                      | 0:0                           | —                             | Товарищеский матч             |
| 76                            | 1 марта 2006                  | Сен-Дени                      | Словакия                      | 1:2                           | —                             | Товарищеский матч             |
| 77                            | 31 мая 2006                   | Ланс                          | Дания                         | 2:0                           | 1                             | Товарищеский матч             |
| 78                            | 7 июня 2006                   | Сент-Этьен                    | Китай                         | 3:1                           | 1                             | Товарищеский матч             |
| 79                            | 13 июня 2006                  | Штутгарт                      | Швейцария                     | 0:0                           | —                             | Чемпионат мира 2006           |
| 80                            | 18 июня 2006                  | Лейпциг                       | Республика Корея              | 1:1                           | 1                             | Чемпионат мира 2006           |
| 81                            | 23 июня 2006                  | Кёльн                         | Того                          | 2:0                           | 1                             | Чемпионат мира 2006           |
| 82                            | 27 июня 2006                  | Ганновер                      | Испания                       | 3:1                           | —                             | Чемпионат мира 2006           |
| 83                            | 1 июля 2006                   | Франкфурт                     | Бразилия                      | 1:0                           | 1                             | Чемпионат мира 2006           |
| 84                            | 5 июля 2006                   | Мюнхен                        | Португалия                    | 1:0                           | —                             | Чемпионат мира 2006           |
| 85                            | 9 июля 2006                   | Берлин                        | Италия                        | 1:1 (3:5)                     | —                             | Чемпионат мира 2006           |
| 86                            | 16 августа 2006               | Мюнхен                        | Босния и Герцеговина          | 2:1                           | —                             | Товарищеский матч             |
| 87                            | 2 сентября 2006               | Сен-Дени                      | Грузия                        | 3:0                           | —                             | Отборочный турнир ЧЕ 2008     |
| 88                            | 6 сентября 2006               | Сен-Дени                      | Италия                        | 3:1                           | 1                             | Отборочный турнир ЧЕ 2008     |
| 89                            | 7 октября 2006                | Глазго                        | Шотландия                     | 0:1                           | —                             | Отборочный турнир ЧЕ 2008     |
| 90                            | 11 октября 2006               | Монбельяр                     | Фарерские острова             | 5:0                           | 1                             | Отборочный турнир ЧЕ 2008     |
| 91                            | 15 ноября 2006                | Сен-Дени                      | Греция                        | 1:0                           | 1                             | Товарищеский матч             |
| 92                            | 17 февраля 2007               | Сен-Дени                      | Аргентина                     | 0:1                           | —                             | Товарищеский матч             |
| 93                            | 22 августа 2007               | Трнава                        | Словакия                      | 1:0                           | 1                             | Товарищеский матч             |
| 94                            | 8 сентября 2007               | Милан                         | Италия                        | 0:0                           | —                             | Отборочный турнир ЧЕ 2008     |
| 95                            | 13 октября 2007               | Торсхавн                      | Фарерские острова             | 6:0                           | 1                             | Отборочный турнир ЧЕ 2008     |
| 96                            | 17 октября 2007               | Сен-Дени                      | Литва                         | 2:0                           | 2                             | Отборочный турнир ЧЕ 2008     |
| 97                            | 21 ноября 2007                | Киев                          | Украина                       | 2:2                           | 1                             | Отборочный турнир ЧЕ 2008     |
| 98                            | 6 февраля 2008                | Малага                        | Испания                       | 0:1                           | —                             | Товарищеский матч             |
| 99                            | 31 мая 2008                   | Сен-Дени                      | Парагвай                      | 0:0                           | —                             | Товарищеский матч             |
| 100                           | 3 июня 2008                   | Сен-Дени                      | Колумбия                      | 1:0                           | —                             | Товарищеский матч             |
| 101                           | 13 июня 2008                  | Берн                          | Нидерланды                    | 1:4                           | 1                             | Чемпионат Европы 2008         |
| 102                           | 17 июня 2008                  | Цюрих                         | Италия                        | 0:2                           | —                             | Чемпионат Европы 2008         |
| 103                           | 20 августа 2008               | Гётеборг                      | Швеция                        | 3:2                           | —                             | Товарищеский матч             |
| 104                           | 6 сентября 2008               | Вена                          | Австрия                       | 3:1                           | —                             | Отборочный турнир ЧМ 2010     |
| 105                           | 10 сентября 2008              | Сен-Дени                      | Сербия                        | 2:1                           | 1                             | Отборочный турнир ЧМ 2010     |
| 106                           | 11 октября 2008               | Констанца                     | Румыния                       | 2:2                           | —                             | Отборочный турнир ЧМ 2010     |
| 107                           | 14 октября 2008               | Сен-Дени                      | Тунис                         | 3:1                           | 2                             | Товарищеский матч             |
| 108                           | 19 ноября 2008                | Сен-Дени                      | Уругвай                       | 0:0                           | —                             | Товарищеский матч             |
| 109                           | 11 февраля 2009               | Марсель                       | Аргентина                     | 0:2                           | —                             | Товарищеский матч             |
| 110                           | 28 марта 2009                 | Каунас                        | Литва                         | 1:0                           | —                             | Отборочный турнир ЧМ 2010     |
| 111                           | 1 апреля 2009                 | Сен-Дени                      | Литва                         | 1:0                           | —                             | Отборочный турнир ЧМ 2010     |
| 112                           | 5 сентября 2009               | Сен-Дени                      | Румыния                       | 1:1                           | 1                             | Отборочный турнир ЧМ 2010     |
| 113                           | 9 сентября 2009               | Белград                       | Сербия                        | 1:1                           | 1                             | Отборочный турнир ЧМ 2010     |
| 114                           | 10 октября 2009               | Генган                        | Фарерские острова             | 5:0                           | —                             | Отборочный турнир ЧМ 2010     |
| 115                           | 14 октября 2009               | Сен-Дени                      | Австрия                       | 3:1                           | 1                             | Отборочный турнир ЧМ 2010     |
| 116                           | 14 ноября 2009                | Дублин                        | Ирландия                      | 1:0                           | —                             | Отборочный турнир ЧМ 2010     |
| 117                           | 18 ноября 2009                | Сен-Дени                      | Ирландия                      | 1:1                           | —                             | Отборочный турнир ЧМ 2010     |
| 118                           | 3 марта 2010                  | Сен-Дени                      | Испания                       | 0:2                           | —                             | Товарищеский матч             |
| 119                           | 26 мая 2010                   | Ланс                          | Коста-Рика                    | 2:1                           | —                             | Товарищеский матч             |
| 120                           | 30 мая 2010                   | Радес                         | Тунис                         | 1:1                           | —                             | Товарищеский матч             |
| 121                           | 4 июня 2010                   | Сен-Пьер                      | Китай                         | 0:1                           | —                             | Товарищеский матч             |
| 122                           | 11 июня 2010                  | Кейптаун                      | Уругвай                       | 0:0                           | —                             | Чемпионат мира 2010           |
| 123                           | 22 июня 2010                  | Блумфонтейн                   | ЮАР                           | 1:2                           | —                             | Чемпионат мира 2010           |

Итого: 123 матча (73 победы, 33 ничьих, 17 поражений) / 51 гол.

### Статистика тренера
| Команда                  | Страна  | Начало работы   | Завершение работы | Показатели | Показатели | Показатели | Показатели | Показатели | Показатели | Показатели | Показатели |
| Команда                  | Страна  | Начало работы   | Завершение работы | М          | В          | Н          | П          | МЗ         | МП         | РМ         | % побед    |
| ------------------------ | ------- | --------------- | ----------------- | ---------- | ---------- | ---------- | ---------- | ---------- | ---------- | ---------- | ---------- |
| Монако                   | Франция | 13 октября 2018 | 24 января 2019    | 20         | 5          | 4          | 11         | 23         | 43         | -20        | 25,00      |
| Монреаль Импакт          | Канада  | 14 ноября 2019  | 25 февраля 2021   | 29         | 9          | 4          | 16         | 38         | 50         | -12        | 31,03      |
| Сборная Франции (до 21)  | Франция | 21 августа 2023 | 19 августа 2024   | 6          | 4          | 0          | 2          | 19         | 7          | +12        | 66,67      |
| Сборная Франции (олимп.) | Франция | 1 июня 2024     | 9 августа 2024    | 6          | 5          | 0          | 1          | 14         | 6          | +8         | 83,33      |
| Итого                    | Итого   | Итого           | Итого             | 61         | 23         | 8          | 30         | 94         | 106        | -12        | 37,70      |